# Salivka, Țarîceanka
Salivka (în ucraineană Салівка) este un sat în comuna Țîbulkivka din raionul Țarîceanka, regiunea Dnipropetrovsk, Ucraina.

## Demografie
Componența lingvistică a localității Salivka
     Ucraineană (93,56%)
     Rusă (5,45%)
     Alte limbi (0,5%)
Conform recensământului din 2001, majoritatea populației localității Salivka era vorbitoare de ucraineană (93,56%), existând în minoritate și vorbitori de rusă (5,45%).